# Admirals Beach
Admirals Beach är en strand i Kanada.   Den ligger i provinsen Newfoundland och Labrador, i den östra delen av landet, 1 700 km öster om huvudstaden Ottawa.
I omgivningarna runt Admirals Beach växer i huvudsak blandskog. Runt Admirals Beach är det mycket glesbefolkat, med 6 invånare per kvadratkilometer.